# Max Bürger (Sänger)
Max Bürger (* 22. Juni 1854 in Leipzig; † 5. Oktober 1902 in Friedrichroda) war ein deutscher Opernsänger (Tenor).

## Leben
Bürger wurde in Leipzig bei Robert Wiedemann, in Dresden bei Professor Scharfe und in Paris ausgebildet. Er begann seine Karriere 1875 am Hoftheater Coburg. Dort blieb er bis 1881. Es folgten sechs Jahre am Hoftheater Braunschweig, ehe er 1887 wieder zurück nach Coburg ging, wo er bis zu seinem Tode beschäftigt war. Er war Mitglied der Braunschweiger Freimaurerloge Carl zur gekrönten Säule.